# Tat'jana Lemechova
Tat'jana Ivanovna Lemechova (in russo Татьяна Ивановна Лемехова?; Leningrado, 19 giugno 1946 – San Pietroburgo, 8 gennaio 2013) è stata una cestista e allenatrice di pallacanestro sovietica, dal 1991 russa.

## Carriera
Con l'Unione Sovietica ha disputato i Campionati mondiali del 1971.

## Palmarès
- Coppa delle Coppe

Spartak Leningrado: 1973-1974